# Alastor simillimus
Alastor simillimus är en stekelart som beskrevs av Giordani Soika. Alastor simillimus ingår i släktet Alastor och familjen Eumenidae. Inga underarter finns listade i Catalogue of Life.